# Giacomellia inversoatomosa
Giacomellia inversoatomosa är en fjärilsart som beskrevs av Eugenio Giacomelli 1911. Giacomellia inversoatomosa ingår i släktet Giacomellia och familjen påfågelsspinnare. Inga underarter finns listade i Catalogue of Life.